# 黃惠蘭
黃惠蘭，（英文名︰Wong Wai Lan），香港出生，是香港聾人機構「龍耳」的手語傳譯員，同時也是聾人粵劇團的成員。她目前符合《香港手語翻譯員名單》基本條件的手語翻譯員。她曾參與亞洲電視節目「感動香港」的手語傳譯工作。她目前在無綫電視新聞節目「手語新聞報道」、HOY TV的「手語新聞報道」以及ViuTV的「6點新聞報道」中擔任手語傳譯工作。

## 聾人粵劇團
在2014年，黃惠蘭某次興起，將自己的粵劇造型相片放在社交平台，卻引起不少聾人的興趣。他們表示，很希望能學習粵劇，可惜一直沒有機會。於是，在黃惠蘭發起下，聾人粵劇團就此成立。
她指出，此粵劇團會在表演現場安排即時的手語傳譯、樂隊和粵曲演唱者，當響起絲竹聲及演唱聲，台上的聾演員們會配合手語傳譯的即時提示，演出相應的劇情。演員們表演前要將粵劇的内容消化、記熟情節、同時演繹特别編製的手語動作及做出劇目內所需功架。
她續說，從來沒有人將粵劇手語化，此劇團是全世界第一個聾人粵劇。她無意間發現很多學生喜歡粵劇，鑼鼓聲大，聾人可感受到聲音，但始終無辦法好好的欣賞。於是，她找來了懂手語的粵劇老師，組成了聾人粵劇團，除了打破社會對聾人的成見外，更一償不少聾人的心願。

## 手語旁述世界盃
2014年國際足協世界盃，在奧海城直播的世界盃賽事中，有15場首次有手語翻譯。黃惠蘭指出用手語旁述世界盃有困難，因九成的足球術語沒有相應的手語。面對創新的世界盃旁述，她指足球術語要細心找出最合適的手語來代替。對於香港聾人的支援不足，她表示曾多次向平等機會委員會反映問題。

## 電視的手語傳譯
香港公共廣播的手語傳譯支援不足，黃惠蘭指大部分電視節目，包括新聞報道缺乏手語傳譯，就算有節目提供手語傳譯，但手語框佔螢幕的比例不足十二分之一，讓聾人觀看時感到吃力。

## 外部連結
- 爽人物：用雙手救人 通往無聲世界 黃惠蘭，爽報 (香港)，2012年3月28日